# Un banc, un arbre, une rue
Un banc, un arbre, une rue var Monacos bidrag till Eurovision Song Contest 1971
. Den skrevs av Jean-Pierre Bourtayre och Yves Dessca, medan Séverine sjöng. Låten vann tävlingen.
Låten är en ballad, där texten fokuserar på att tappa barndomens oskuldsfullhet, och människor som följer sina drömmar.
Fyra tonårspojkar ställde upp som bakgrundssångare. Inför tävlingen sjöng Séverine låten på ett tomt torg i Monte Carlo, gick först till en bänk, satte sig sedan där och sjöng de kommande verserna, och avslutade med att gå i väg från kameran. 
Låten startade som nummer tre den kvällen, efter Maltas Joe Grech med "Marija l-Maltija" och före Schweiz Peter, Sue & Marc med "Les illusions de nos vingt ans". Låten vann omröstningen genom att skrapa ihop 128 poäng, och 18 låtar deltog.
Séverine spelade in låten på fyra språk: franska, engelska (som "Chance in Time"), tyska ("Mach' die Augen zu (und wünsch dir einen Traum)") och italienska ("Il posto").
Låten blev 1973, då i Paul Mauriats arrangemang, signaturmelodi för Miss Hong Kong Pageant, som arrangerades av Television Broadcasts Limited. Samma år spelade finländska sångerskan Carola Standertskjöld in sången på finska, och då hette den "Penkki, puu ja puistotie".
Siw Malmkvist spelade in låten på svenska som På en gammal bänk, och släppte den på singel i april 1971 . Hon fick också in sin cover på Svensktoppen.  Även Towa Carson spelade in låten med samma text och gav ut den på singel samma år .

## Listplaceringar
| Lista (1971)  | Topplacering |
| ------------- | ------------ |
| Nederländerna | 13           |
| Norge         | 2            |
| Schweiz       | 5            |

### Fotnoter
1. ↑  http://www.youtube.com/watch?v=O4Q8D1JAwqY
2. ↑  Eurovision Song Contest 1970-79 Arkiverad 13 oktober 2007 hämtat från the Wayback Machine.
3. ↑  ”Svensk mediedatabas”. http://smdb.kb.se/catalog/id/001441706. Läst 3 maj 2011.
4. ↑  ”Svensktoppen”. 26 februari 1971. http://sverigesradio.se/Diverse/AppData/Isidor/files/2023/3469.txt. Läst 3 maj 2011.
5. ↑  ”Svensk mediedatabas”. http://smdb.kb.se/catalog/id/001442879. Läst 3 maj 2011.
6. ↑  ”Listplacering”. http://dutchcharts.nl/showitem.asp?interpret=S%E9verine&titel=Un+banc%2C+un+arbre%2C+une+rue&cat=s. Läst 3 maj 2011.
7. ↑  ”Listplacering”. http://norwegiancharts.com/showitem.asp?interpret=S%E9verine&titel=Un+banc%2C+un+arbre%2C+une+rue&cat=s. Läst 3 maj 2011.
8. ↑  ”Listplacering”. http://hitparade.ch/showitem.asp?interpret=S%E9verine&titel=Un+banc%2C+un+arbre%2C+une+rue&cat=s. Läst 3 maj 2011.